# Comté de Butler (Kansas)
Pour les articles homonymes, voir Comté de Butler.
Le comté de Butler est l’un des 105 comtés de l’État du Kansas, aux États-Unis. Fondé le 25 août 1855, il a été nommé en hommage à Andrew Butler (1796-1857), sénateur de Caroline du Sud et signataire de l’acte Kansas-Nebraska.
Siège et plus grande ville : El Dorado.

## Géolocalisation
| Comté de Marion | Comté de Chase  | Comté de Greenwood |
| Comté de Harvey | Comté de Butler |                    |
| Comté de Sumner | Comté de Cowley | Comté d’Elk        |